# Ulrich Ruffiner

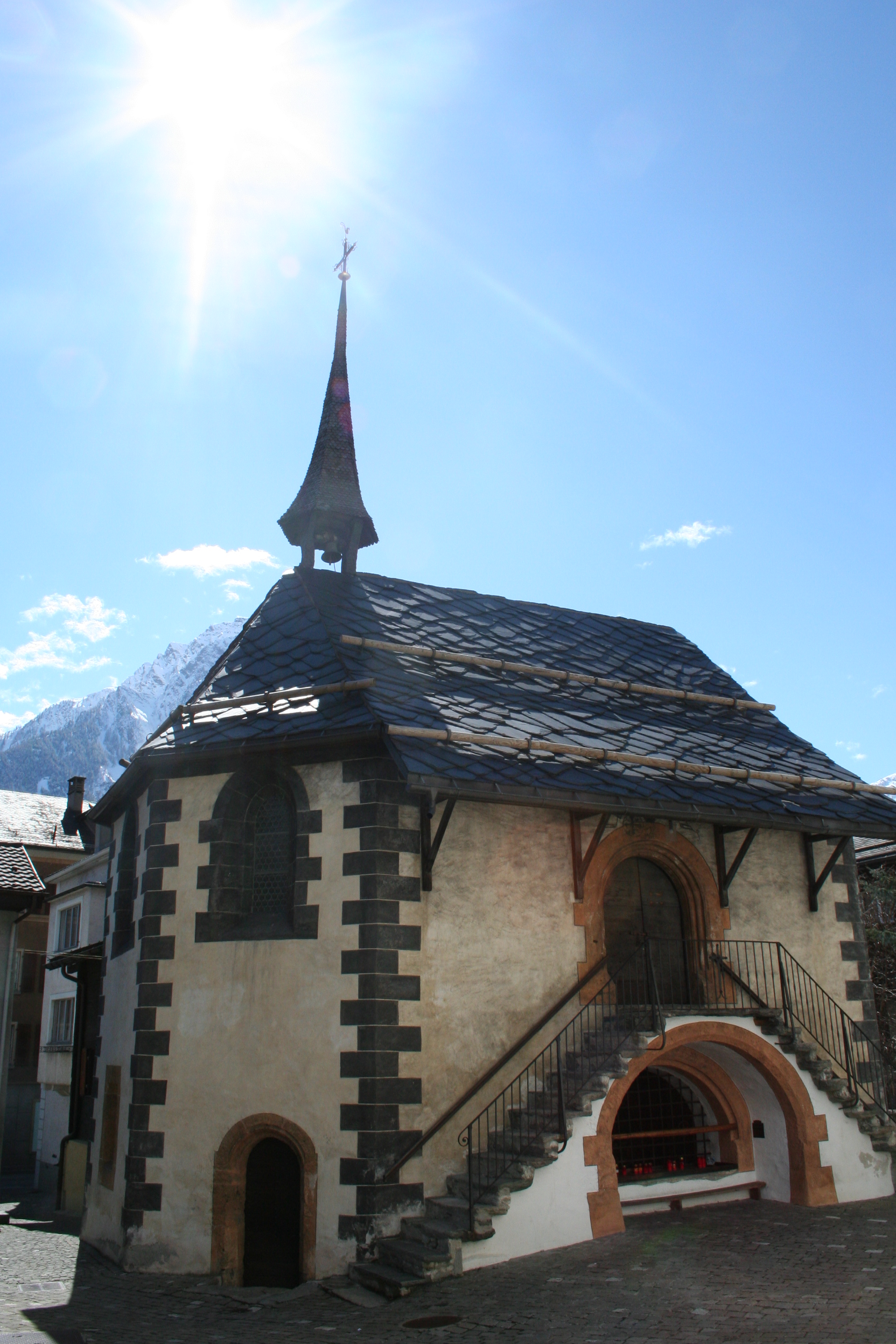
Beinhaus in Naters, 1513/1514 erbaut durch Ulrich Ruffiner

Ulrich Ruffiner (* zwischen 1480 und 1483 in Alagna Valsesia oder Riva Valdobbia, Italien; † zwischen 1549 und 1556 in Glis) war ein Baumeister, der im Wallis im 16. Jahrhundert zahlreiche öffentliche Bauwerke ausführte.

## Leben und Wirken
Ulrich Ruffiner stammt aus der Walsersiedlung fun d’Rufinu bei Prismell im Tseschrutol (Sesiatal) im Piemont. Wo er seine Ausbildung zum Steinmetz, Maurer und Baumeister erhielt, ist nicht bekannt. Seit dem frühen 16. Jahrhundert war er im Wallis tätig, wo er mit seinem Bauunternehmen Häuser, Kirchen, Brücken und Strassen baute. Seit 1525 wohnte Ruffiner in Raron; auf einem Balken seines Wohnhauses steht die Inschrift «Disen buw hat macht Ulrich Ruffener von Pressmell do man zalt 1513 jar». Später nahm er in Glis Wohnsitz.
Unter den 35 Bauwerken, an denen Ulrich Ruffiner zwischen 1505/1507 und 1549 nachweislich tätig war, ist die quellenmässig besser dokumentierte Sparte des Sakralbaus mit 18 Objekten am häufigsten vertreten. Einige Kirchen plante oder renovierte Ruffiner im Dienst des Bischofs Matthäus Schiner und des Walliser Politikers Georg Supersaxo. Mehrmals arbeitete er für die Ausstattung der Kirchen mit dem Maler Hans Rinischer zusammen.
Ruffiners Strassen- und Brückenbau kommt in der Geschichte der Walliser Verkehrsinfrastruktur eine grosse Bedeutung zu, da diese Bauwerke im schwer zugänglichen Berggebiet neue Verkehrsverbindungen eröffnete. Darunter sind die «Chibrücke» bei Stalden im Mattertal und die Rhonebrücke bei Saint-Maurice als bedeutende Kulturgüter und Sehenswürdigkeiten bekannt.
Ulrich Ruffiner starb zwischen 1549 und 1556 durch einen Sturz auf einer Baustelle.

## Bauwerke

Rhonebrücke bei Saint-Maurice

- Ausserbinn: Schärtbrücke, 1540–1543 (?) (Neubau)
- Ernen: Kirche, 1518 (Umbau Schiff; Neubau Chor)
- Evionnaz: Landstrasse, Rhone, 1536–1537 (Reparatur), 1541–1543 (Reparatur)
- Glis: Kirche Unsere Liebe Frau, 1519–1521 (Neubau Seitenkapellen, Goldene Pforte),  1538–1540, 1549 (?) (Umbau Chor und Turm; Neubau Sakristei)
- Lens: Pfarrkirche St. Pierre, 1535–1537 (Neubau Turm)
- Leuk: Pfarrkirche St. Stephan, bis 1514 (Neubau Mittelschiffgewölbe; Reparatur Seitenschiffdächer)
- Leuk: Rathaus, 1541–1543 (Umbau)
- Lötschbergprojekt, 1519–1520 (Ausbau Strasse; Neubau Suste, Spital und Kapelle)
- Mörel: Pfarrkirche hl. Hilarius, 1529, 1546–1547 (Neubau Chor und Schiff; Umbau Turm)
- Naters: Pfarrkirche hl. Mauritius, 1513–1514 (Neubau Beinhaus; Renovation Turm)
- Raron: Burgkirche, 1512–1515, 1517/1518 (Umbau der Ruine der Burg Raron zur Pfarrkirche; erstes bekanntes Werk von Ruffiner)[3]
- Raron: Ruffinerhaus, 1513 (Neubau)
- Rumeling: Dalabrücke, 1539 (Neubau)
- Saint-Léonard: Wohnhaus, um 1538 (?) (Neubau)
- Savièse: Pfarrkirche Saint-Germain
- Saint-Maurice: Rhonebrücke, 1523 (Verstärkung)[4]
- Saint-Maurice-de-Laques: Kirche, 1531–1532 (Neubau Turm)
- Sankt German: Kirche hl. Germanus, um 1515 (?) (Umbau Seitenkapelle hl. Antonius)
- Siders: Kirche Notre-Dame du Marais, 1524 (Neubau Chor, Sakristei, Antoniuskapelle)[5]
- Ardon: Kirchturm
- Sitten: Theodulskirche, 1514–1516 (Neubau des Kirchenschiffs, Seitenturm)
- Stalden: Chibrücke, 1544–1545 (Neubau)
- Visp: Zendenhaus, 1544 (Neubau)

## Bilder

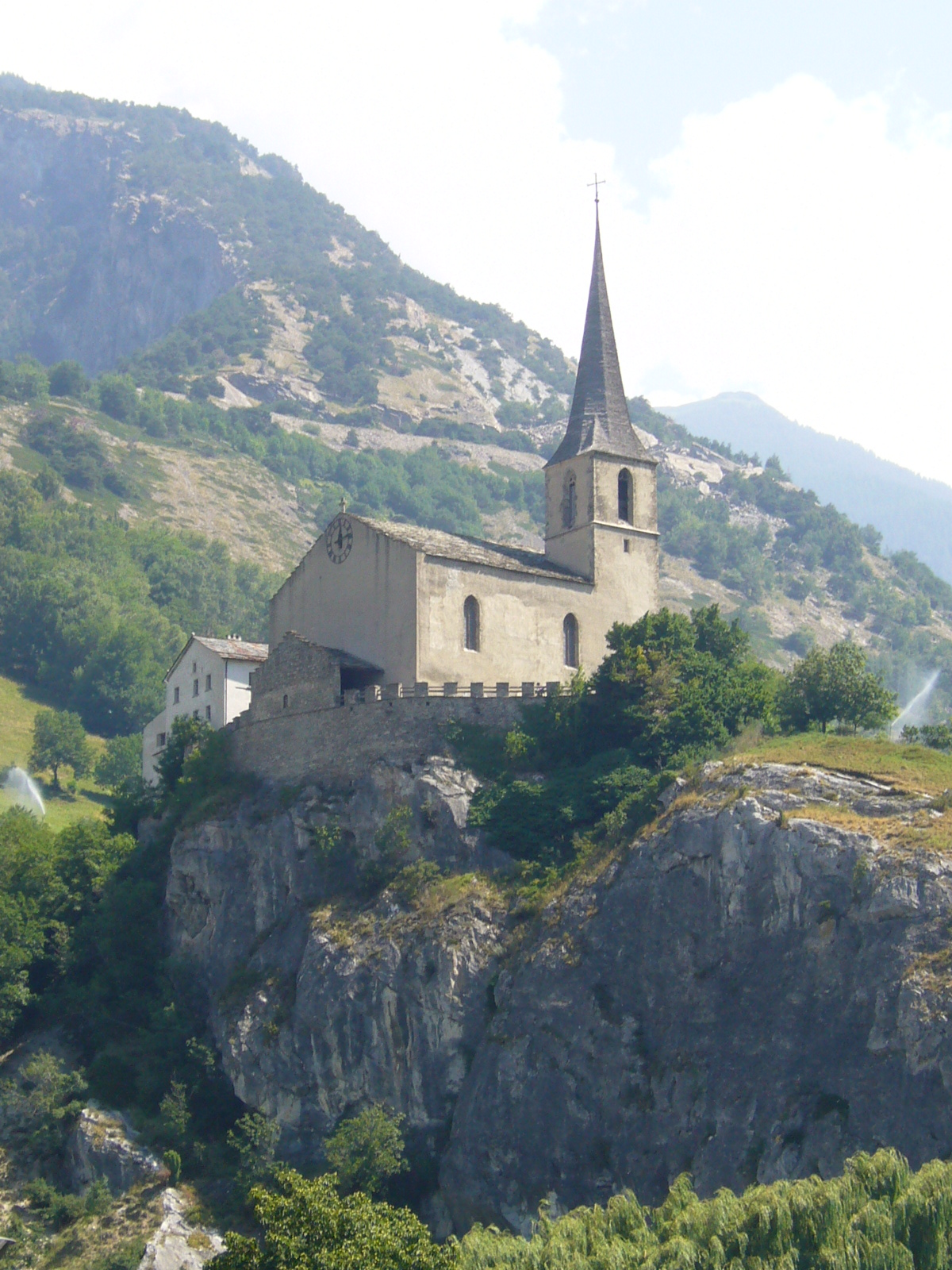
Burgkirche Raron
Siders, Kirche Notre-Dame: Chor, Sakristei und Antoniuskapelle von Ruffiner
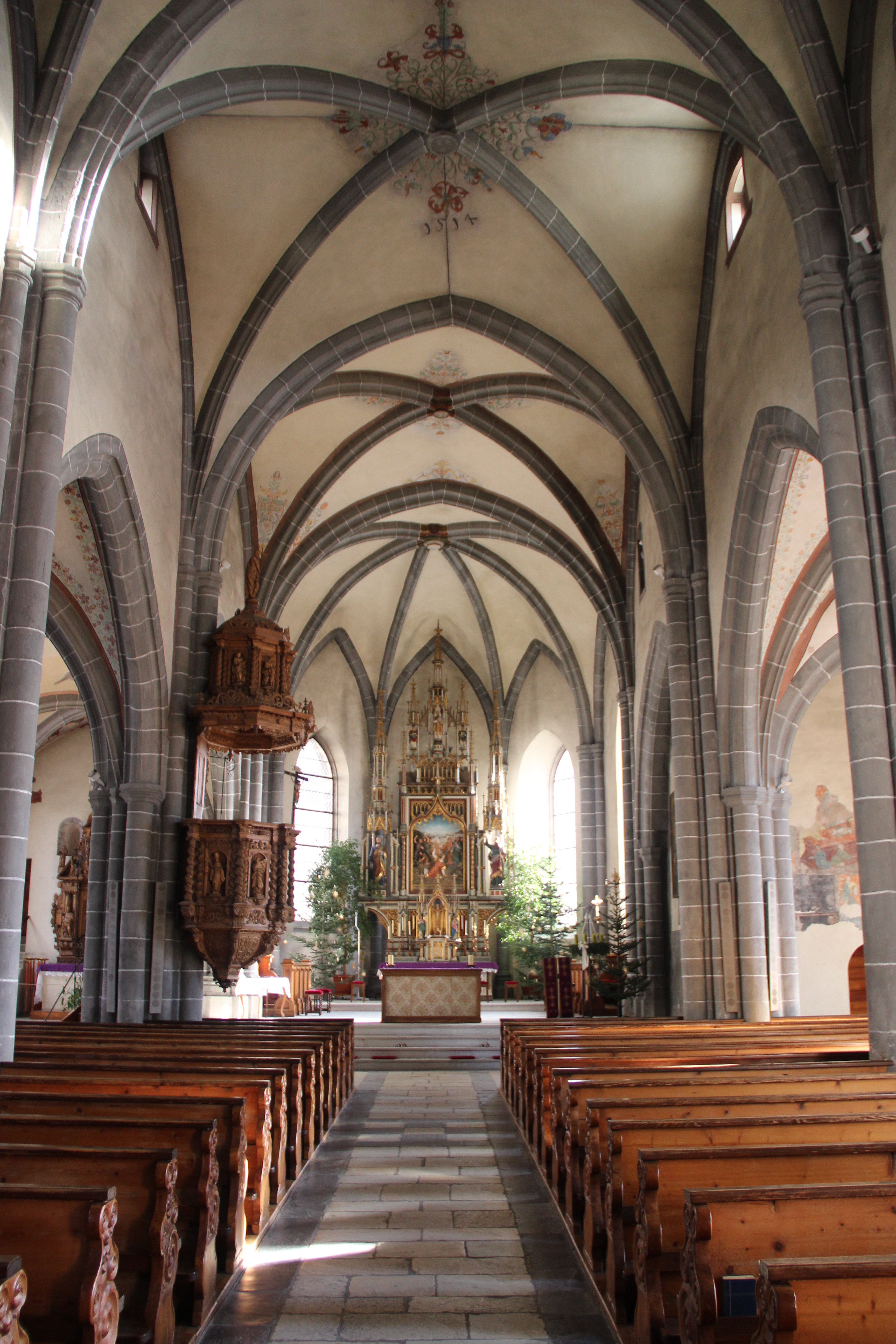
Inneres der Pfarrkirche Leuk: Mittelschiffgewölbe von Ruffiner
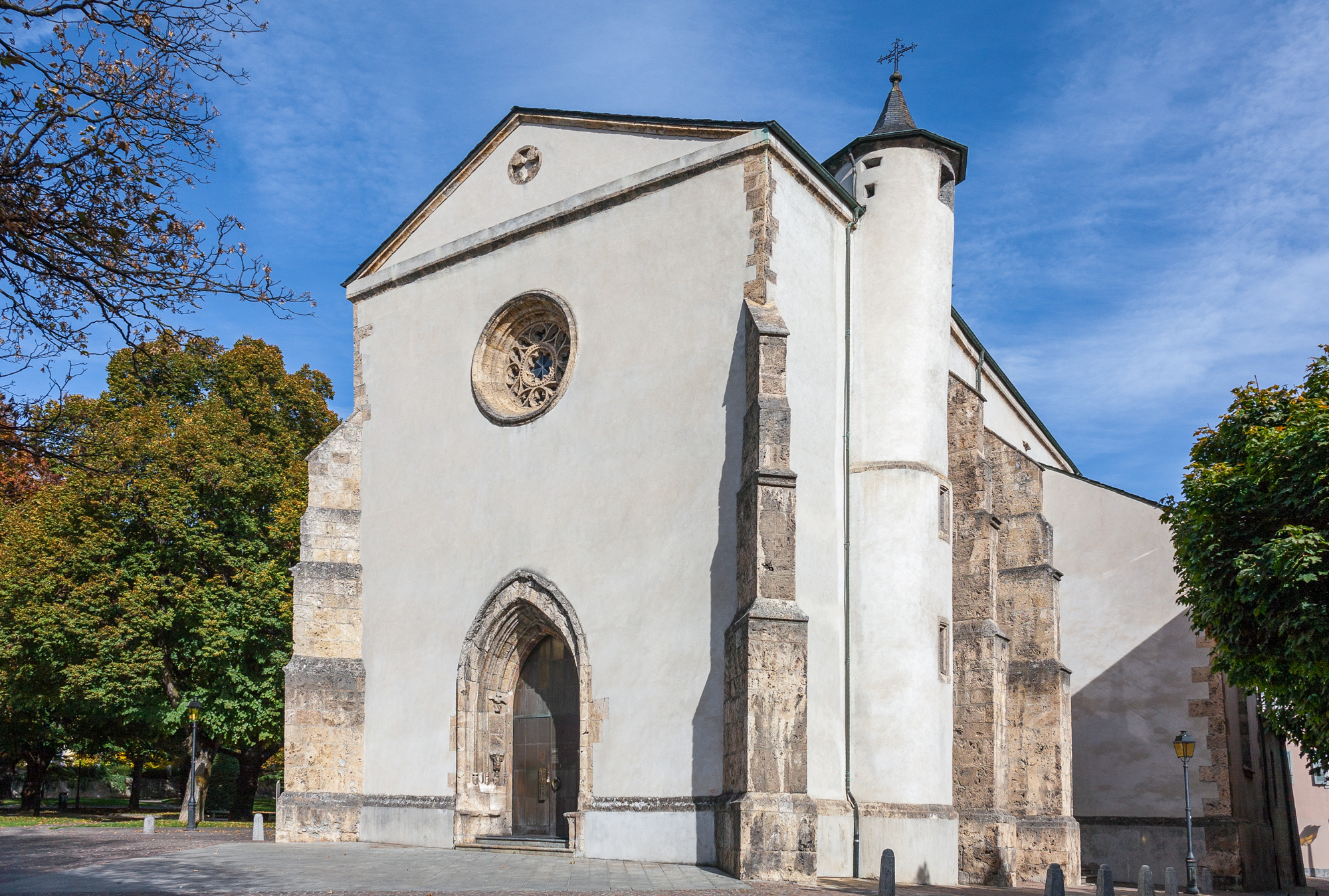
Theodulkirche Sitten
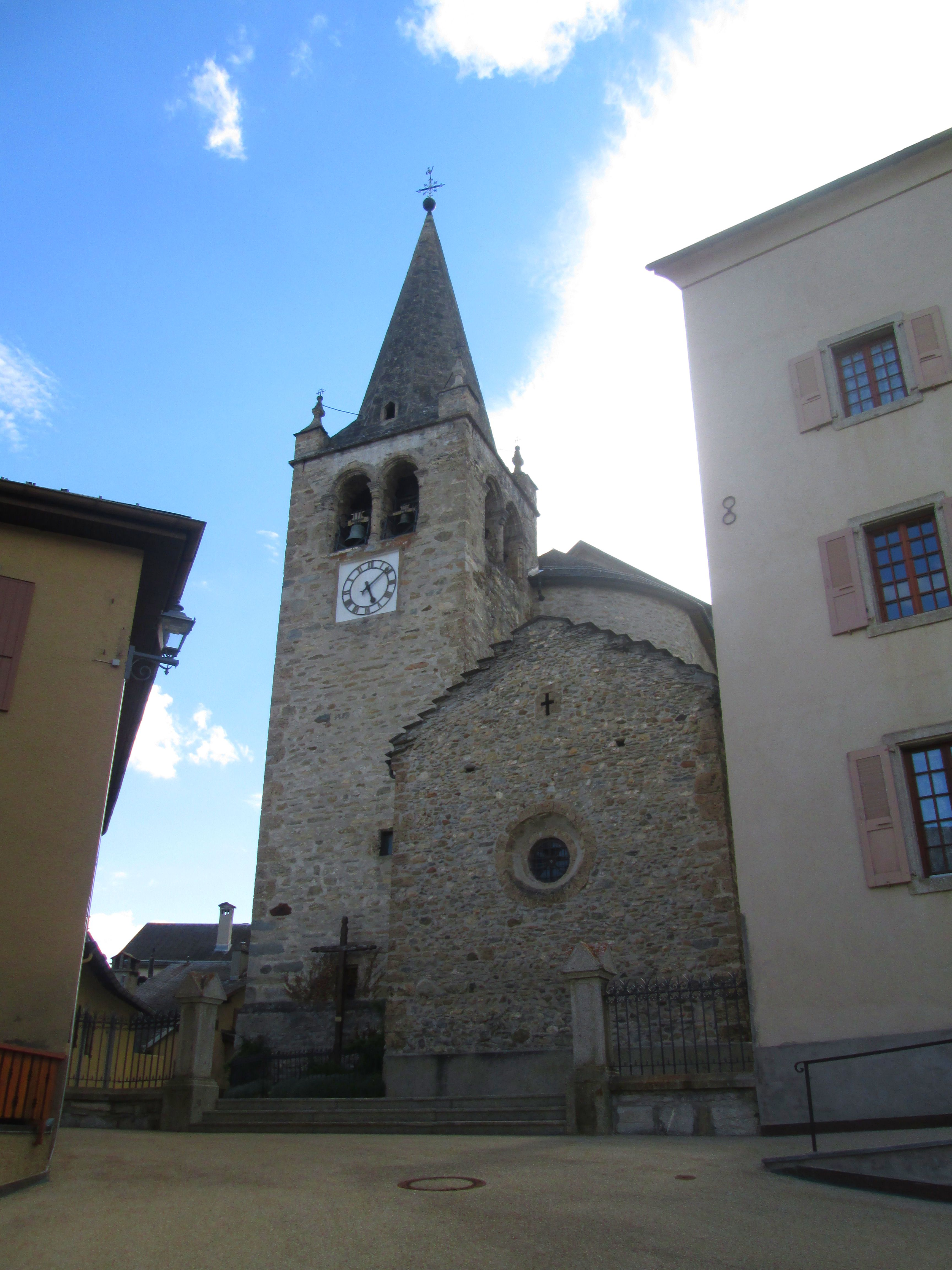
Pfarrkirche Lens: Turm von Ruffiner
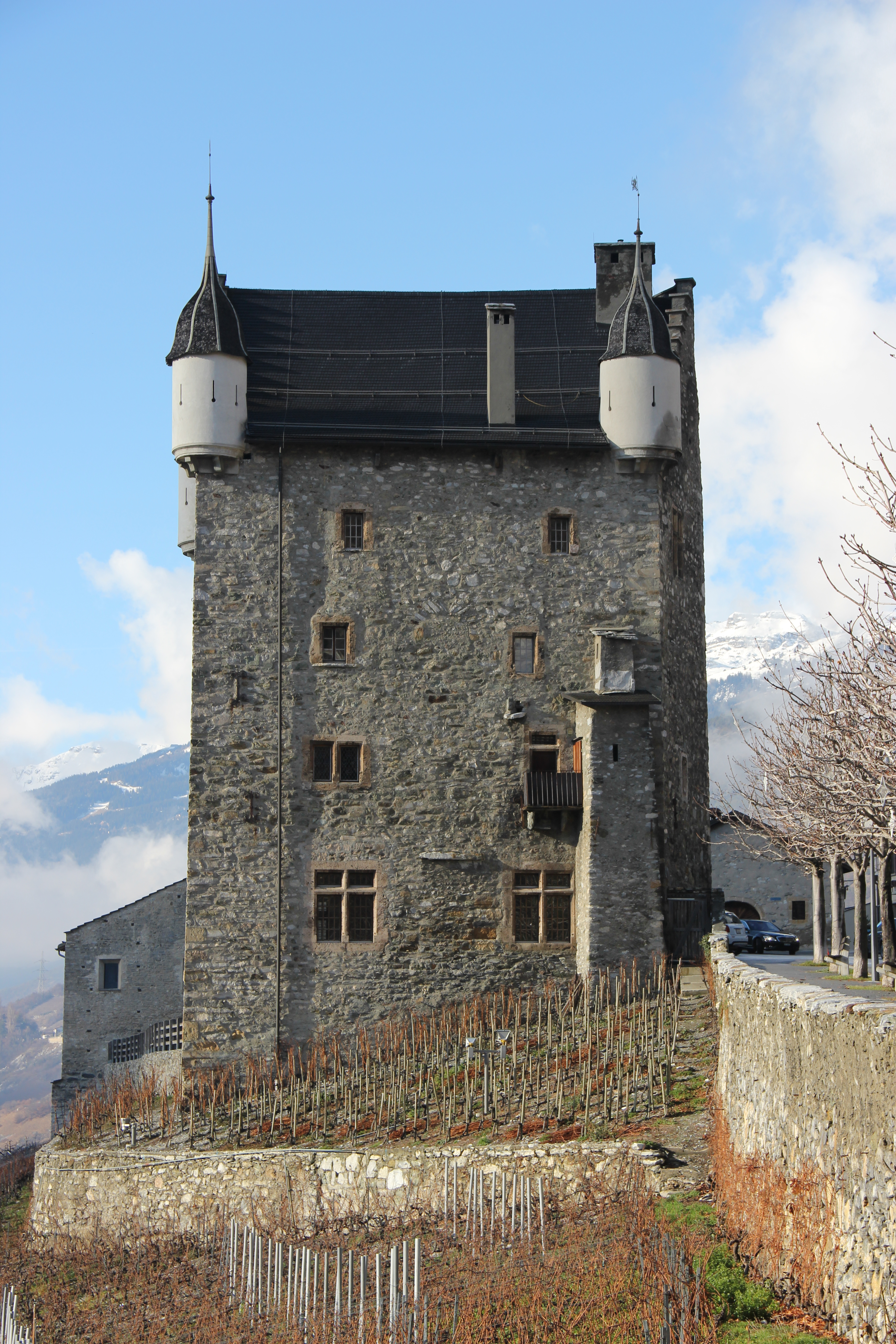
Rathaus (Viztumturm) Leuk